# Leucoloma pumilum
Leucoloma pumilum là một loài Rêu trong họ Dicranaceae. Loài này được C.H. Wright mô tả khoa học đầu tiên năm 1888.